# Fleurey-lès-Lavoncourt
Fleurey-lès-Lavoncourt – miejscowość i gmina we Francji, w regionie Burgundia-Franche-Comté, w departamencie Górna Saona.
Według danych na rok 1990 gminę zamieszkiwało 116 osób, a gęstość zaludnienia wynosiła 12 osób/km² (wśród 1786 gmin Franche-Comté Fleurey-lès-Lavoncourt plasuje się na 627. miejscu pod względem liczby ludności, natomiast pod względem powierzchni na miejscu 457.).